# Totenkopfhütte
Die Totenkopfhütte ist eine Schutzhütte auf dem Bergsattel Totenkopf im Pfälzerwald. Sie steht in der Waldgemarkung von Maikammer im rheinland-pfälzischen Landkreis Südliche Weinstraße. Die Hütte wird von der Ortsgruppe Maikammer des Pfälzerwald-Vereins bewirtschaftet. Mit den anderen Häusern des Pfälzerwald-Vereins ist sie seit 2021 mit dem Eintrag Pfälzerwaldhütten-Kultur Bestandteil des Immateriellen Kulturerbes in Deutschland der deutschen UNESCO-Kommission.

## Geographische Lage
Die Totenkopfhütte steht nahe dem zur Haardt überleitenden Ostrand des Mittleren Pfälzerwaldes auf dem 513,7 m ü. NHN hohen Bergsattel Totenkopf. Sie befindet sich zwischen dem Rotsohlberg (607,1 m) im Südsüdosten und dem Oberscheid (582,3 m) im Nordosten. Wenige Meter nördlich der Hütte grenzt die Waldgemarkung von Maikammer an jene des Neustadter Ortsteils Diedesfeld.

## Geschichte

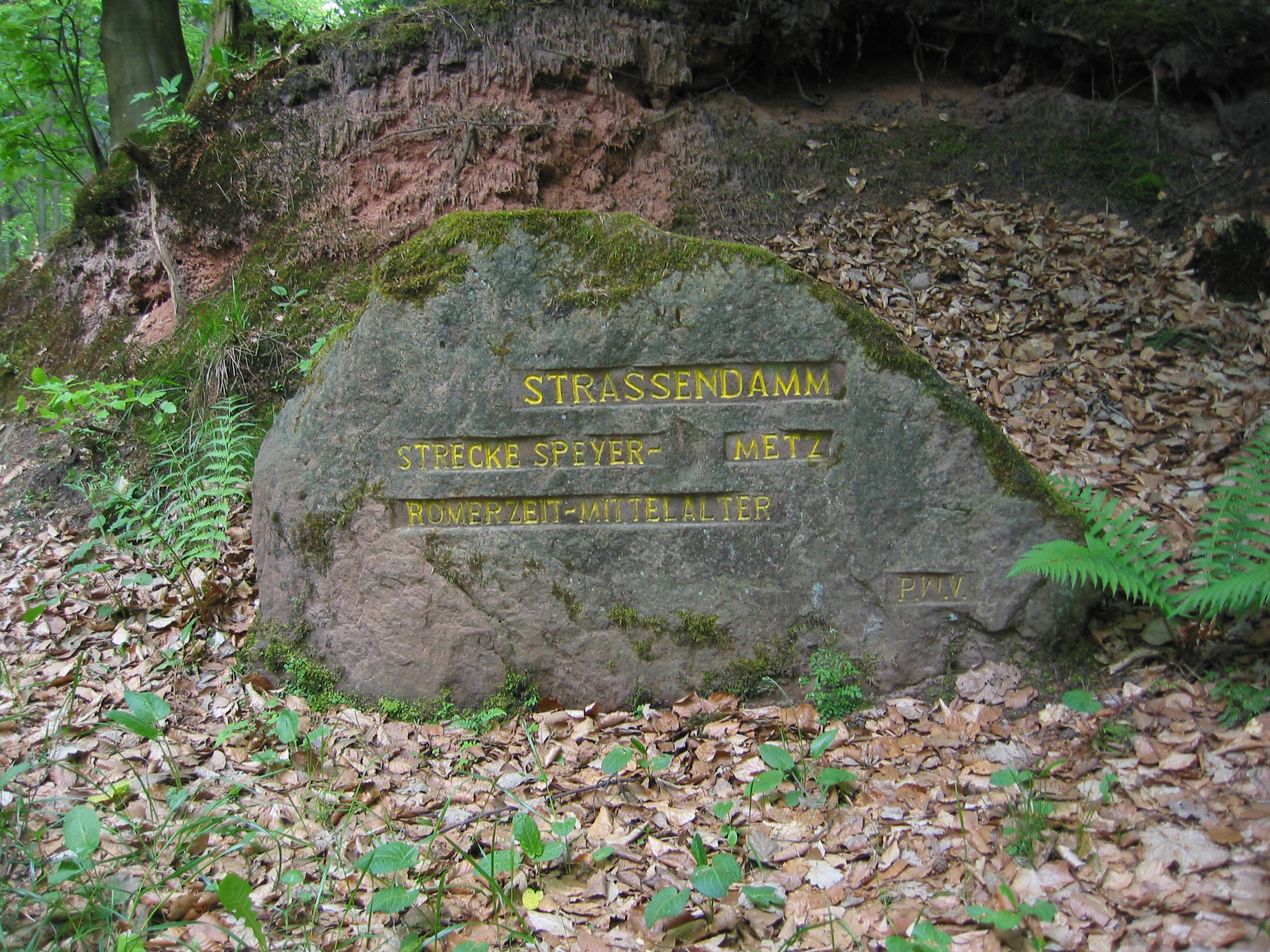
Ritterstein Nr. 246:
Straßendamm Strecke Speyer–Metz

Der Ritterstein Nr. 246 vor der Hütte mit der eingemeißelten Beschriftung Straßendamm Strecke Speyer–Metz weist darauf hin, dass zur Zeit des Römischen Reiches und im Mittelalter die Römerstraße bzw. Altstraße über den Bergsattel verlief. Am nahegelegenen Gebirgspass Hüttenhohl weist der Ritterstein Nr. 239 ebenfalls auf die alten Verkehrswege hin, wo noch spärliche Reste in Form von Pflastersteinen, Spurrillen und Hohlwegen vorhanden sein sollen.
Eine erste kleine Holzhütte wurde im Jahr 1900 errichtet, die zunächst Waldarbeitern als Unterstand diente. Schon 1901 wurde mit dem Bau eines kleinen Steinhauses begonnen. Auf der Gemarkungsgrenze von Maikammer und Diedesfeld stehend wurden die Baukosten von beiden Gemeinden anteilig übernommen. Die Bewirtschaftung erfolgte durch die Waldhüter beider Gemeinden abwechselnd im Turnus von sieben Jahren. Bis 1919 wurde das Steinhaus zweimal erweitert.
In der Neujahrsnacht 1960/61 setzte die aus der Region stammende Kimmel-Bande die Totenkopfhütte, die damals weder Wasser- noch Stromanschluss besaß und auch nicht über eine effektive Heizung verfügte, in Brand und beschädigte sie schwer. 
1966 übernahm die Gemeinde Maikammer für einen Kaufpreis von 25000 DM die Anteile der Gemeinde Diedesfeld. Mit der Ortsgruppe Maikammer-Alsterweiler des Pfälzerwald-Vereins wurde zunächst ein über 50 Jahre laufender Pachtvertrag geschlossen, der später in einen Erbbaurechtsvertrag umgewandelt wurde.
Erste grundlegende Umbauten und Erweiterungen nahm der Verein von 1967 bis 1969 vor. 1970 wurde ein Anbau mit großem Gastraum realisiert, in späterer Zeit gab es weitere Baumaßnahmen und Renovierungen.
Im Jahre 1970 konnte die bis dahin schwierige Wasserversorgung mittels Kanistertransport durch die Verlegung einer Wasserleitung vom nahegelegenen Johannes-Brunnen vereinfacht werden. Dieser lieferte 2019 nur noch sehr wenig Wasser, so dass 2020 ein Anschluss an die öffentliche Wasserversorgung realisiert wurde. Im Zuge der Baumaßnahmen erfolge auch die Verlegung einer Internetleitung.
Das gemauerte Gebäudeensemble besteht heute aus einem zweistöckigen Haupthaus mit zwei eineinhalbstöckigen Erweiterungsbauten.

## Verkehr und Wandern

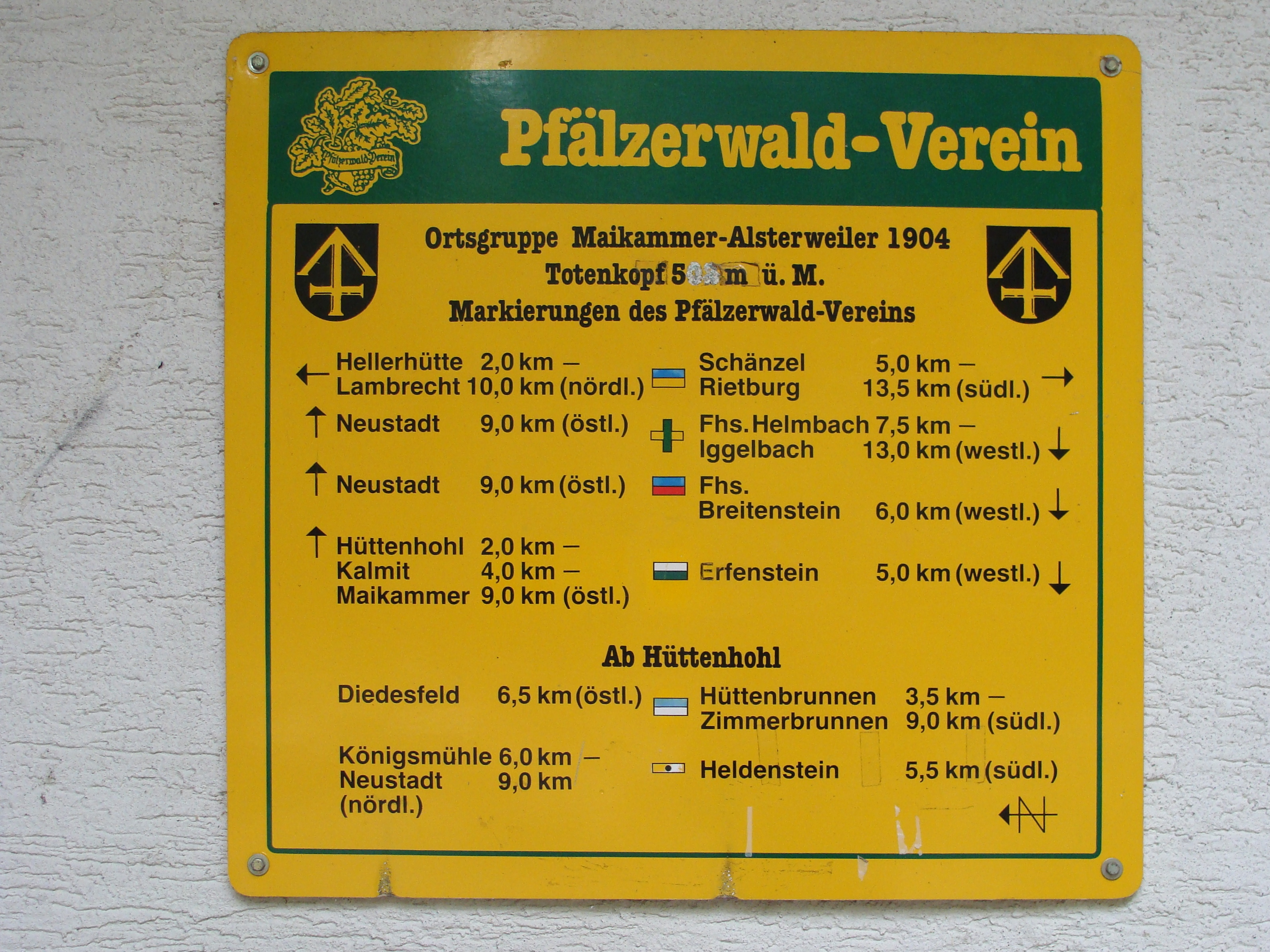
Wandertafel an der Totenkopfhütte

Südlich vorbei an der Totenkopfhütte führt die Totenkopfstraße, die als Landesstraße 514 die Ortsgemeinde Sankt Martin im Südosten mit dem Weiler Breitenstein im Nordwesten verbindet und eine beliebte Ausflugsroute ist. Bei der Hütte liegt ein Wandererparkplatz.
Von der Totenkopfhütte aus kann im Osten der Kalmitgipfel (672,6 m) über die Passhöhe Hüttenhohl (476,9 m) und den Hüttenberg (620,1 m) mit seinem Felsenmeer erreicht werden. Weitere Ziele sind im Süden das über 600 m hoch gelegene Wandergebiet um Rotsohlberg, Schafkopf (616,8 m) und Morschenberg (608,3 m) sowie Steigerkopf (613,6 m), im Westen das Argenbachtal in Richtung Breitenstein und im Norden das Kaltenbrunner Tal mit dem Kaltenbrunnertalbach in Richtung Neustadt an der Weinstraße. In der Umgebung gelegene weitere Hütten des Pfälzerwald-Vereins sind das Kalmithaus, das Hellerplatzhaus (Hellerhütte), das Haus an den Fichten und die Edenkobener Hütte am Hüttenbrunnen.
Die Hütte verfügt über keine Übernachtungsmöglichkeiten.

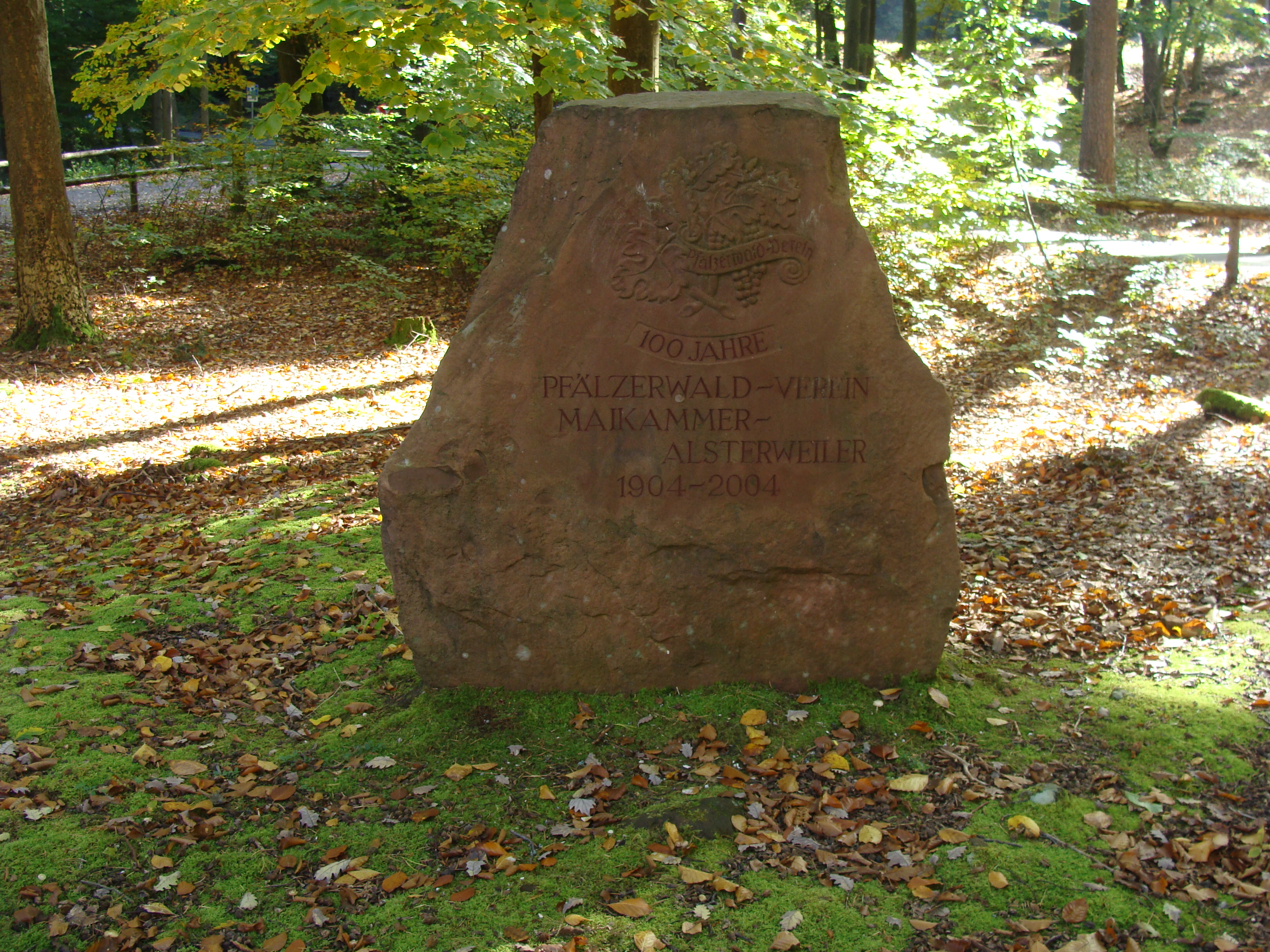
2004: Stein zum hundertjährigen Jubiläum der PWV-Ortsgruppe